# Facultatea de Construcții a Universității Politehnica Timișoara
Facultatea de Construcții din Timișoara este una dintre cele mai vechi facultăți ale Universității Politehnica Timișoara. Ea oferă studenților formarea ca inginer constructor, instalații și cadastru.  Are o tradiție bogată, fiind înființată în anul 1941. 
Actual facultatea oferă ciclurile de licență și masterat.

## Istoric
Din 1948 are două secții de specializare, construcții civile și industriale, respectiv hidrotehnică, secții care, în urma dezvoltării, în 1990 au devenit facultăți separate, însă în anul 2012 s-au reunificat.
Din anul 1977-1978 se înființează specializarea de Instalații pentru construcții. 
În anul 1990 se înființează specializarea de arhitectură cu durate de 6 ani. În același an, specializările din domeniul Hidrotehnic se separă și se înființează Facultatea de Hidrotehnică.
În anul 1991 în cadrul facultății se înființează profilul de Geodezie cu specializarea Cadastru și specializarea Inginerie civilă cu limba de predare engleză și germană.
Din anul universitar 1993-1994 în cadrul facultății începe să funcționeze și învățământul de scurtă durată, astfel: 1993 se înființează Colegiul de comunicare profesională, în 1994 Colegiul tehnic de construcții cu specializările: Tehnologia construcțiilor și Organizarea și economia construcțiilor, în anul 1998, Colegiul de arhitectură, iar în 1999 Colegiul de drumuri și poduri.
În anul 1998 se schimbă titulatura în Facultatea de Construcții și Arhitectură în loc de Facultatea de Construcții.
În anul 2011, Catedra de Instalații în construcții se unește cu departamentul C.C.I.A., sub denumirea actuală de Departament Construcții Civile și Instalații (C.C.I.) condusă până în 2016 de Valeriu Stoian - prof. dr. ing.
În prezent Departamentul de „Construcții Civile și Instalații” (C.C.I.) are 22 de cadre didactice titulare, directorul de departament fiind Sorin Dan - prof. dr. ing..

## Studii aprofundate și masterat
Din anul 1994 funcționează în cadrul facultății ciclul de Studii aprofundate cu durata de 1 an, care în anul 1998 devin Studii aprofundate – Master cu durata de 2 ani, având următoarele direcții de specializare:
- IPT - infrastructuri pentru transporturi;
- structuri și tehnologii noi pentru construcții;
- DD - dezvoltare durabilă, auditul energetic și securitate la incendiu a clădirilor;
- RC - reabilitarea construcțiilor;
- OMSI- optimizarea și modernizarea sistemelor de instalații;
- restaurarea ambientelor și clădirilor istorice;
- managementul internațional al calității construcțiilor metalice sudate;
- evaluarea proprietăților imobiliare[2], etc.

## Personalități marcante
Academicieni:
- Acad. Constantin Avram
- Acad. Dan Mateescu
- Acad. Gheorghe Silaș

Alte personalități:
- Prof. Victor Vlad
- Prof. Pompiliu Nicolau

## Facilități
.
.

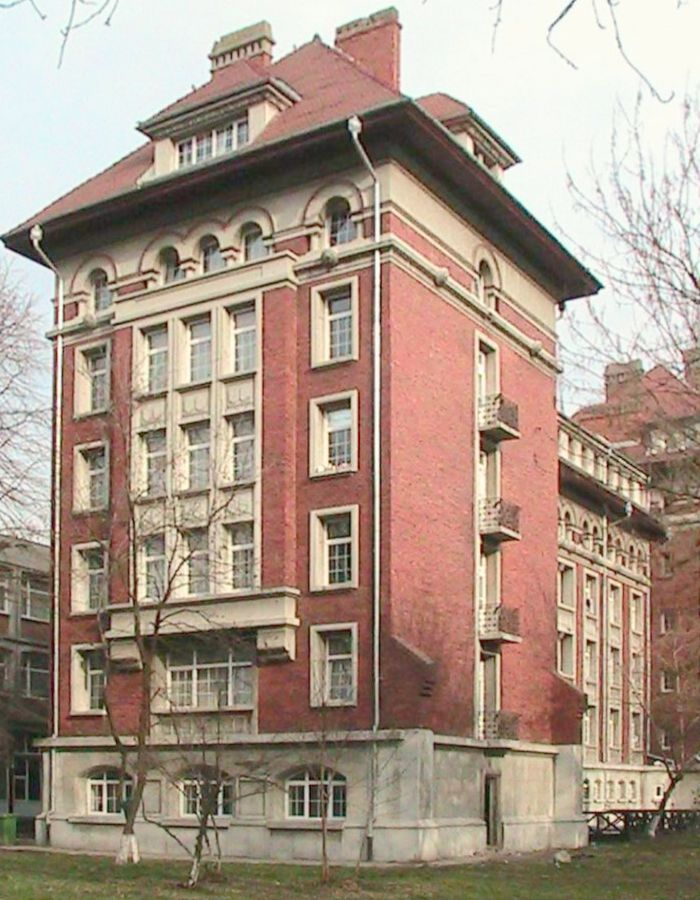
Căminul 1 MV din cadrul Universității Politehnica Timișoara

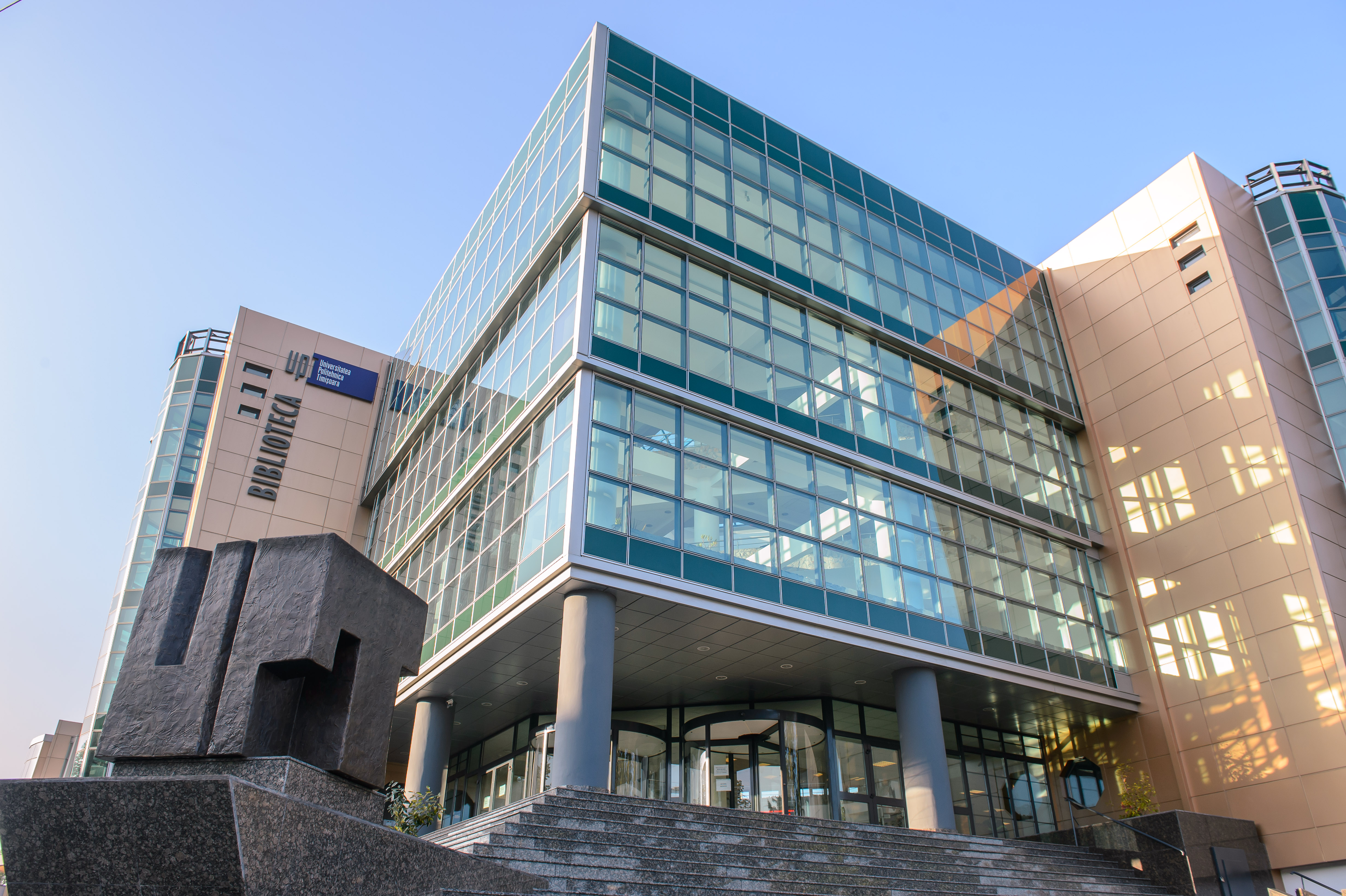
Biblioteca Centrală a Universității Politehnica Timișoara

Infrastructura facultății din carul universității este impresionantă prin serviciile oferite pentru studenții și angajații putându-se bucura de cazare în cămine, cantine, baze sportive (piscine, terenuri de fotbal și de tenis, sală de gimnastică, etc), o editură și o tipografie, servicii tehnice și administrative, bibliotecă, precum și de un centru medical pentru studenți.

### Biblioteca U.P.T.
- sală de studiu deschisă 24h/7 zile pe săptămână;
- 650 de locuri de studiu, dispuse în spații închise, deschise sau flexibile;
- spațiu IT cu capacitate de 180 locuri;
- săli de studiu grup pentru studenți, în număr de 5, cu capacitate totală de 48 de locuri;
- sală multifuncțională (Sala Polivalentă) cu sistem videoconferință, 100 locuri și două amfiteatre (K1 și K2) cu câte 90 de locuri fiecare.

### Baze sportive
Accesul studenților la bazele sportive ale universității este gratuit. Bazele sportive au săli de fitness, terenuri de fotbal, tenis și baschet, piste de atletism și două bazine de înot semiolimpice, unul acoperit și unul în aer liber.

### Burse
Studenții pot beneficia de patru tipuri de burse: sociale, de studiu, de merit și de performanță, acordate conform regulamentului de burse al universității.

## Liga studenților
Studenții sunt reprezentați de către Liga studențească din cadrul facultății, Organizația Studențească „Traian Lalescu” (O.S.T.L.). Aceasta are ca scop realizarea de activități cu studenții în toate activitățile vieții universitare, cum ar fi: susținerea pentru dezvoltarea personală și profesională, organizarea de evenimente culturale, sportive, caritabile, petreceri studențești.

## Imagini

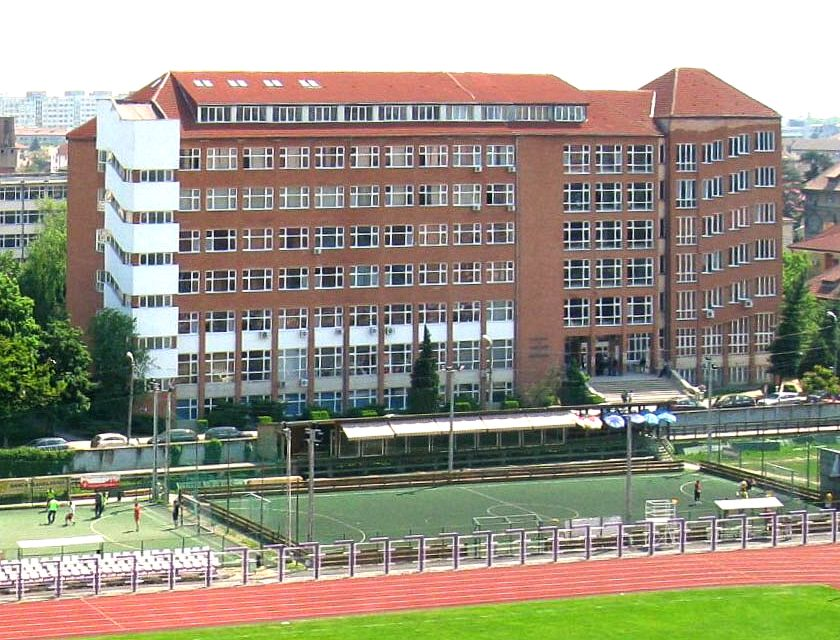
Facultatea de Construcții și Arhitectură Timișoara
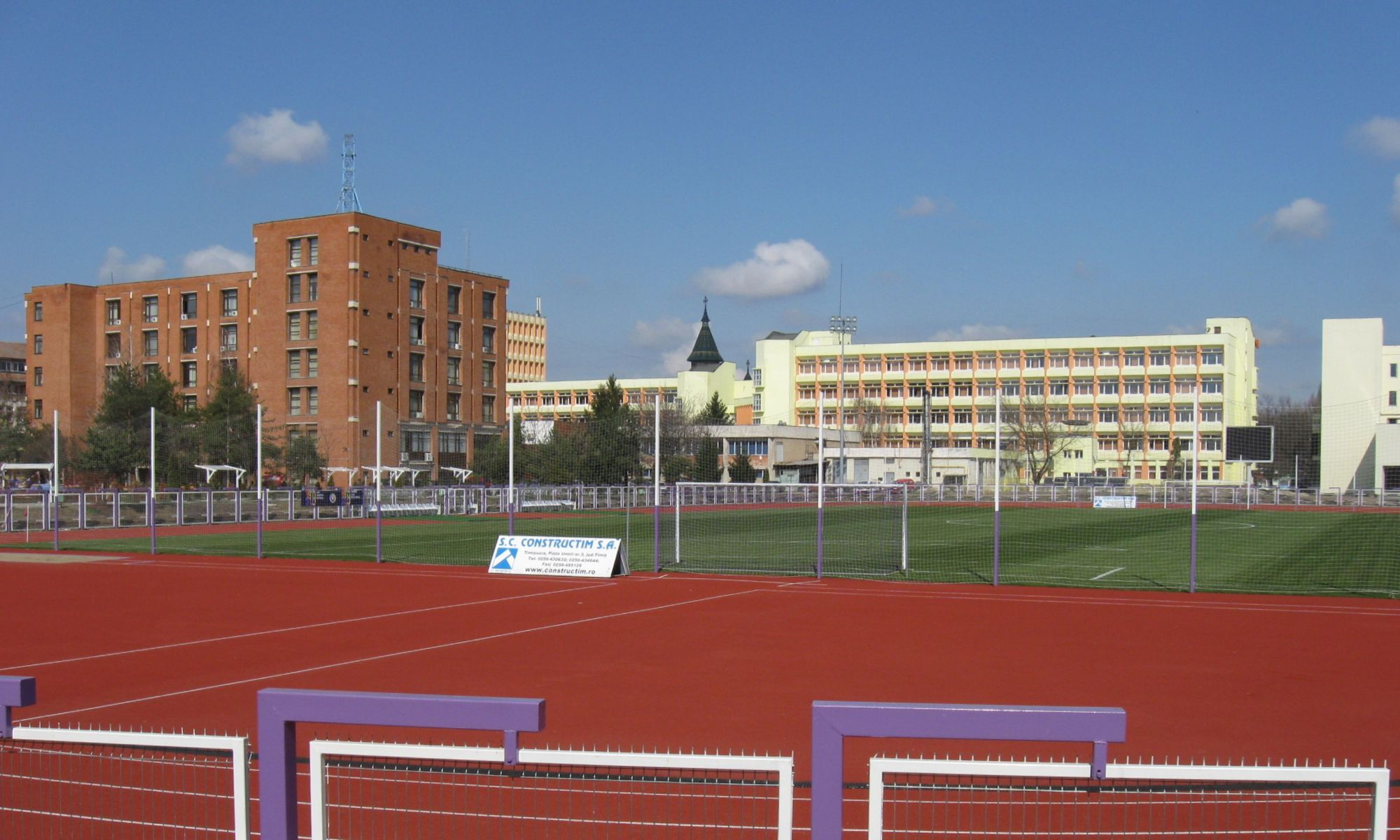
Baza sportivă nr 1 U.P.T.
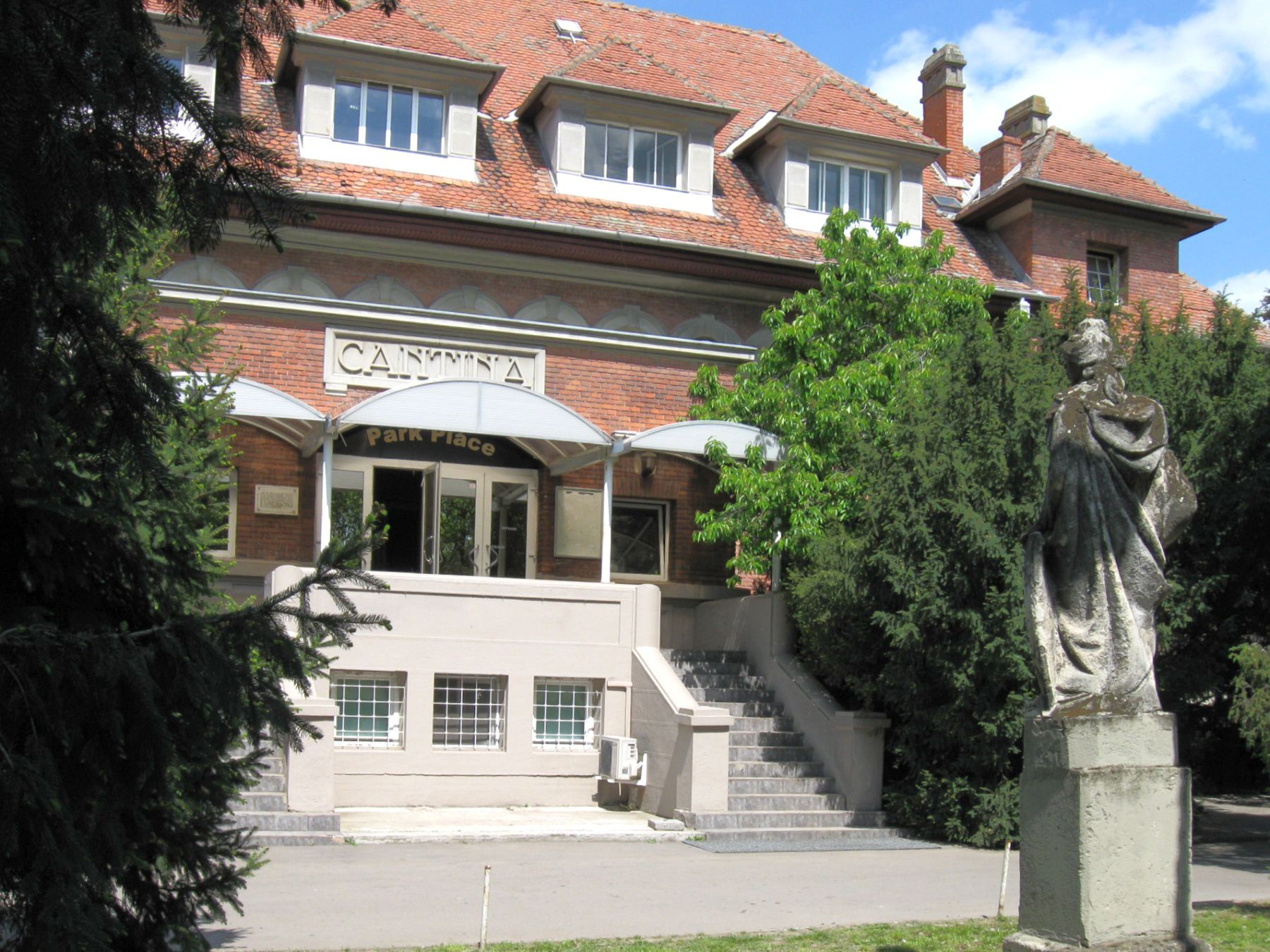
Cantina 1 MV  U.P.T..
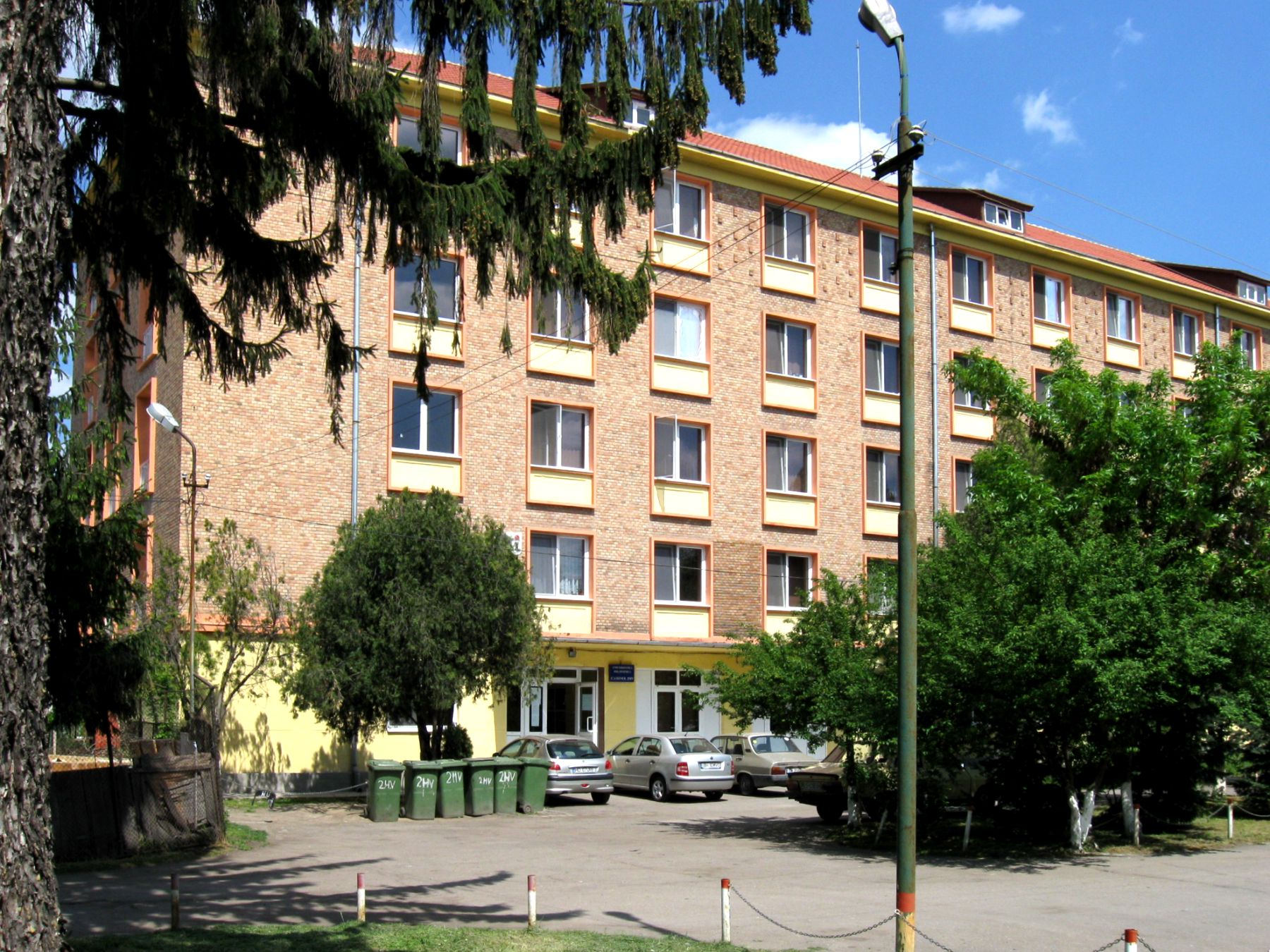
Căminul 2 MV U.P.T.